# Ē (латиниця)
Ē — буква розширеної латиниці, утворена від E.
Використовується в латиському алфавіті, де займає 8-му позицію. Крім того, використовується жмудській, лівській, крикській мовах, а також в низці полінезійських мов, зокрема в гавайській мові та мові маорі

## Кодування
| Графема | HTML  | Юнікод |
| ------- | ----- | ------ |
| Ē       | &#274 | U+0112 |
| ē       | &#275 | U+0113 |